# JR東海エクスプレス・カード
JR東海エクスプレス・カード（ジェイアールとうかいエクスプレス・カード）は、東海旅客鉄道（JR東海）が取り扱うクレジットカードである。
以下、「JR東海エクスプレス・カード」を「エクスプレス・カード」又は「カード」と表記している箇所がある。

## 歴史
1989年（平成元年）6月1日にセントラルファイナンス（セディナ、SMBCファイナンスサービスを経て、現在は三井住友カード。以下「CF」と表記）において個人会員と法人契約による法人会員の募集を開始。2004年3月まで個人会員はJR東海と関係した一部加盟店でのみ利用可能なハウスカードのみであった。
主にJR東海の東海道新幹線を出張で高頻度利用する法人客をメインターゲットとしており、法人会員では個別に優遇条件が設定されている。開始当初よりオペレータを介してJR全線の指定席券をチケットレス予約し、乗車日にJR東海の指定席券売機またはJR全線きっぷうりば（みどりの窓口相当の駅のみ）で発券する「電話予約サービス」があり、後述のエクスプレス予約開始までカードサービスの目玉となっていた。
2001年（平成13年）9月3日、エクスプレス・カード会員を対象としたエクスプレス予約が開始。東海道新幹線のコンコースを中心として会員の募集勧誘が積極的に行われるようになる。2004年（平成16年）4月にJR東海きっぷうりばが国際クレジットブランド加盟店となり他社クレジットカード会員に開放すると同時に、VISA/マスターカード/JCB搭載のCF（現:三井住友カード）提携カードにリニューアルした、個人向けカードの新規発行・募集が開始。
個人用においては2004年3月までJR東海のJR全線きっぷうりばではエクスプレス・カードとJRカード（JR6社と各ブランドの提携）以外のクレジットブランドを扱わなかったため（その他のクレジットカードはジェイアール東海ツアーズの窓口が対応）、電話予約サービス・エクスプレス予約利用のほか、新幹線回数券など高額商品や、旅行会社での購入が原則としてできなかった定期乗車券・FREXのクレジット決済用途において一定の需要が存在した。
2006年（平成18年）8月31日で会員専用電話予約サービスは廃止され、JR東海でのチケットレス購入はエクスプレス予約のみとなった。2008年（平成20年）3月よりエクスプレス予約会員を対象としたEX-ICサービスが開始された。
ビューカードや東急カードなど他鉄道会社系クレジットカードとは異なり、系列駅ビルの提携カードはクレディセゾンを介して発行しておりこれらのカードにはエクスプレス・カードの機能は付かない（ただし、クレジットブランド経由でスマートEXの登録利用は可能）。その一方で、東京駅一番街・キュービックプラザ新横浜・アソシアホテルズ&リゾーツにおいては、エクスプレス・カードを含むエクスプレス予約会員証提示による特典を用意している。
2021年（令和3年）5月10日より、身体障害者手帳を所有する顧客を対象に年会費無料でエクスプレス予約が可能なJR東海エクスプレス・カードの入会申込みが始まった。
2023年（令和5年）、翌2024年4月に実施予定のSMBCファイナンスサービス（SMFS）の三井住友カード（SMCC）への吸収合併の準備として、個人用は4月24日限りで、ビジネスカードは3月31日限りでSMFS発行分の募集を終了した。
同年5月15日より募集を再開し、発行元がSMFSからSMCCに変更された。なお身体障害者手帳を所有する顧客は電話、資料請求サイトから専用申込書を取り寄せることで入会、一般からの切替申込が可能となった。
同年11月1日より、SMFS発行のカード会員についてもSMCC発行に切り替えられた。SMCCが発行している国際ブランドはVisa/MasterCardのみであるため、既存のJCBブランドおよびハウスカードの会員についてはVisaへの切り替えとなる。なお、SMFSのSMCCへの合併実施後に、新規発行分にJCBブランドが追加されるかどうかは未定。

## 特徴

### エクスプレス予約
東海道新幹線、西日本旅客鉄道（JR西日本）の山陽新幹線及び九州旅客鉄道（JR九州）の九州新幹線（西九州新幹線を除く）のインターネットチケットレス予約サービスであるエクスプレス予約を利用することができる。
2008年3月ダイヤ改正より「EX-IC」が開始され、e特急券の代わりにエクスプレス予約会員専用のEX-ICカード＋交通系ICカードの2枚もしくは、エクスプレス予約会員登録済みのモバイルSuicaを新幹線自動改札機にかざすのみで乗車可能となる。これに伴い、エクスプレス・カード（個人用ハウス）加盟店にモバイルSuicaも追加された。
2009年12月5日より、エクスプレス・カード個人用専用でEX-ICカードにJR東海のTOICA機能を一体化した「EX-ICカード（TOICA機能付き）」の発行も開始され、それまでモバイルSuicaしか対応していなかった1枚(単体)のICカードによるEX-ICの利用が可能となった。2021年3月6日からエクスプレス予約に交通系ICカードを登録して乗車できるサービスが開始されたため前日の3月5日をもって「EX-ICカード（TOICA機能付き）」の発売と「EX-ICカード」の切り替え手続きを終了した。

## 種類

### 個人用
前述した通り、三井住友カードがJR東海と提携し、2023年5月15日から発行を開始した。
また、前述した通り、SMBCファイナンスサービスが発行するカードから切替の対象となった会員は、同年11月1日から利用が可能となった。

### 個人用（SMBCファイナンスサービス発行）
SMBCファイナンスサービス／セディナ（CF）がJR東海と提携し発行する。国際ブランドはマスターカード・JCB・VISAから選択が可能。年会費は国際ブランド化より1,000円（税抜）。なお2021年5月より身体障害者手帳を所有している場合、郵送で取り寄せた専用申込書からの申込みで年会費無料となる。既にJR東海エクスプレス・カードを発行済の場合であってもSMBCファイナンスサービス（株）アンサーセンターに問い合わせることで、年会費無料申請書を請求することができるようになった。
「エクスプレス予約」以外の国際ブランドによるショッピング（JR東海・JR西日本以外のみどりの窓口・えきねっと・e5489〈JR東海エリアを含むきっぷをJR東海各駅で受け取る場合を含む〉・JR九州列車予約サービスの利用）、キャッシング、「ワンダフルプレゼント21（ポイントサービス）」などクレジット機能はすべて発行元のセディナCF（VISA・Master・JCB）として提供されている。別途申込により家族カード（個人単位でエクスプレス予約会員となるため年会費は本人会員と同額）、ETCカードや『セディナ iD』及び『セディナ QUICPay』の発行に対応している。
2024年4月に行われるSMBCファイナンスサービスの三井住友カードへの合併の準備のため、SMBCファイナンスサービス発行分は2023年4月24日限りで募集を終了した。

#### ハウスカード
2004年3月以前は、国際ブランド無しの黄土色にJR東海のホログラムがデザインされたハウスカードのみ発行されていた。JR東海「そうだ、京都行こう」エクスプレスカードは更に2016年3月までハウスカードのみであった（同年10月にCF VISAブランド付となり入会を再開）。国際ブランド付きへの切替は審査が伴うため、自動ではなく任意で受け付けていたが、2023年11月1日より三井住友カード発行のVISAブランド付に強制切替となる。
JR東日本はハウスカード（法人カードを含む）の加盟店でないため、JR東日本の駅において現在でも「エクスプレスカードは利用できません」と掲示している箇所があるが、これはハウスカードに対するものであり、現行の個人用カードであれば、国際ブランド経由でJR東日本のみどりの窓口、びゅうプラザ、指定席券売機・多機能券売機（定期券購入のみ）及びえきねっとを利用することができる。これは北海道旅客鉄道（JR北海道）・四国旅客鉄道（JR四国）・九州旅客鉄道（JR九州）でも同様である。なお、JR西日本はハウスカードの加盟店ではあるが、e5489の利用は現行の国際ブランド付き（個人用およびJR東海エクスプレス・カード（提携コーポレート））に限られる。
2008年のビュー・エクスプレス特約開始に合わせて、モバイルSuicaの加盟店にエクスプレス・カード（ハウス）が追加された。これにより、個人用ハウスカードでもモバイルSuicaの全ての機能（EX-IC、交通系ICカード相互利用による鉄道・バス乗車、モバイルSuica定期券、Suicaクレジットチャージ、Suicaショッピングサービス、Suicaポイントクラブ）が可能である。一方、JR西日本のSMART ICOCAはハウスカードには対応していない（国際ブランド付きには対応）。

##### ハウスカード加盟店
- JR東海のJR全線きっぷうりば（みどりの窓口相当の駅のみ）
- JR西日本（一部）のみどりの窓口
- ジェイアール東海ツアーズ
- 東海道新幹線車内販売（ジェイアール東海パッセンジャーズ）
- JR東海グループの駅ビル（ゲートウォーク・パルシェ/アントレマルシェ・東京駅一番街など）
- アソシアホテルズ&リゾーツ
- 旧日本テレコム（現：ソフトバンク）利用代金→CF提携の新カード発行に伴い取扱終了

ハウスカードでは、旧ビューカード・コスモ・ザ・カード（CF提携）も取扱している。
- モバイルSuica

など

#### JR東海「そうだ 京都、行こう。」エクスプレスカード
SMBCファイナンスサービスがJR東海と提携し発行する個人用の一種である。JR東海が展開する京都観光キャンペーンである「そうだ 京都、行こう。」に連動した特典が加えられ、京都市内の協力店舗での優待や、会員限定イベントへの参加資格などの特典があった。年会費は、2022年11月に税込2200円から個人用と同額に引き下げた。
2016年3月31日をもって新規の申込受付を停止し、同年10月より、セディナCF・VISA提携カードとして募集を再開したが、2022年6月30日をもって新規及び切替の申込受付を終了した。2023年11月30日をもってサービス終了。

### 法人用
エクスプレス予約を法人や部署単位で利用するためのカードである。利用代金は法人又は部署単位での一括決済となる。

#### JR東海エクスプレス・カード（ビジネス）
セディナCF（2023年11月で三井住友カード発行分に切替）・ジェーシービー（2013年以降）・三井住友カード（2023年5月より）が与信のうえ発行する法人用カードである。基本的な機能は個人用と同等ではあるが#ハウスカードであり、エクスプレス予約及び当カードの加盟店に限られる。契約形態により、エクスプレス予約のみ利用できるタイプや、法人と取引している旅行会社経由で請求されるタイプがある。

#### JR東海エクスプレス・カード（コーポレート）
三井住友カードがJR東海と提携し、2023年5月15日から発行を開始した。また、SMBCファイナンスサービスが発行するカードから切替の対象となった会員は、同年11月1日から利用が可能となった。

#### JR東海エクスプレス・カード（提携コーポレート）
JCB、三井住友カード、三菱UFJニコス、クレディセゾン（UC）、TS CUBIC、AMERICAN EXPRESSの法人カード（ビジネスカード・コーポレートカード）に、エクスプレス予約のみを加えたもの。JR東海エクスプレス・カード（ビジネス）と異なり、各カード会社によるVISA、MasterCard又はJCBの各国際ブランド（AMERICAN EXPRESSは同社の直接発行のみ）から選ぶことが出来るが、三井住友カードのみコーポレートカード版のハウスカードも発行している。
ビジネス向け、それも大企業対象であることから、個人用には存在しないゴールドカードも発行されており、提携先によってはJR西日本の窓口でもエクスプレス予約の払い戻しを取り扱っている。可能なものは券面印字の有無（「海C」印字無し、現金券扱い）や、エクスプレス予約ご利用票（受取明細）の記述（「兼領収書」の記載無し）で識別できる。

#### JR東海エクスプレス・カード（E予約専用）
JCBがJR東海と提携し、発行する。EX-ICカードのみ発行され、クレジットカードは発行されない。

#### JR東海エクスプレス・カード（E予約専用ライト）
JCBがJR東海と提携し、2022年6月1日から募集を開始した。JR東海エクスプレス・カード（E予約専用）と同様にクレジットカードは発行されず、EX-ICカードのみ発行される。

## 脚註
1. ↑  「JR7社14年のあゆみ」『交通新聞』交通新聞社、2001年4月2日、9面。
2. ↑  JR東海では原則的に全駅で「みどりの窓口」の呼称を使用していないが、「JR全線きっぷうりば」でもみどりの窓口扱いでない駅（自治体などへの簡易委託のため、クレジットカードの取り扱いなどを行っていない駅）も一部存在する。
3. ↑  JR他社でもJR東日本はビューカードは「とれTEL」、JR西日本は「5489電話予約」として追従
4. ↑  なお、JR東海ではJR他社とは異なり、在来線も対象としたインターネットでの予約サービスは自社では直接実施していないが、2019年4月1日からJR東海管内発着の在来線特急・東海道新幹線との乗継割引を伴うきっぷ・無割引で東海道・山陽新幹線から九州新幹線へ乗り継ぐきっぷ（2022年6月24日まで九州新幹線はエクスプレス予約非対応のため）など、JR東海区間を含むきっぷを対象にJR西日本のe5489の受取をJR東海管内で取り扱っている。
5. ↑  ジェイアール名古屋タカシマヤは「ジェイアール東海タカシマヤカード」・「ジェイアール東海タカシマヤ≪セゾン≫カード」、静岡ターミナル開発は「パルシェ・アントレALL-Sカード」
6. ↑  “駅ビル・駅構内対象店舗での優待特典”. expy.jp. 2024年2月25日閲覧。
7. ↑  “Q. 身体障害者割引の乗車券を「エクスプレス予約」で予約できますか？”.   東海旅客鉄道株式会社. 2021年6月17日時点のオリジナルよりアーカイブ。2023年12月23日閲覧。
8. 1 2  “「JR東海エクスプレス・カード（個人・法人）」の新規募集一時停止について”. expy.jp. 2021年6月17日時点のオリジナルよりアーカイブ。2024年2月25日閲覧。
9. 1 2 3  “「JR東海エクスプレス・カード（個人・法人）」の新規募集再開について”. expy.jp (2023年5月15日). 2024年2月17日閲覧。
10. 1 2 3  “SMBCファイナンスサービス発行の「JR東海エクスプレス・カード」をお持ちの会員様へ”. expy.jp (2023年10月2日). 2024年2月17日閲覧。
11. ↑  「JR東海エクスプレス・カード」お取扱い終了および切替発行のご案内 SMBCファイナンスサービス、2023年8月2日閲覧。
12. ↑  三井住友銀行はジェーシービーにも出資している他、同銀行とSMBCファイナンスサービス→三井住友カードの提携による『SMBC JCB CARD』も発行されている。また合併後も『SMBC JCB CARD』など一部の提携カードのJCBブランドの新規発行が継続され（『ジャパネットカード』『エディオンカード』など新規発行をVisaのみに移行し、JCBは既存会員の更新のみ継続としたものもあり）、新規発行を停止中の旧OMCカード・旧セディナカードも三井住友カード（OMC/FS）に名称とデザインを変更の上でJCBブランドが継続されている。
13. ↑  エクスプレス予約会員番号で管理しているため、ビュー・エクスプレス特約に登録したビューカードに限らず、別のクレジットカード(エクスプレス・カード/J-WESTカード(エクスプレス)/旧プラスEX)に紐付けているエクスプレス予約会員のIDも登録可能
14. ↑  “EX予約専用ICカード｜エクスプレス予約 新幹線の会員制ネット予約”. expy.jp. 2023年3月19日閲覧。
15. ↑  発行会社のセントラルファイナンス（CF）は2009年（平成21年）にクオーク（QC）・オーエムシーカード（OMC）と合併してセディナとなり、さらに2020年（令和2年）にSMBCファイナンスサービスと合併したため、セディナの名称は個人向けサービスのブランド名として存続している。CF・QC（新規発行停止。システム上はCF扱い）・OMCブランドの統合が行われておらず、一般クレジットカード用のエクスプレス予約（旧プラスEX）はOMCブランドのみ登録対象としている。ただし、webサービスについては「OMC Plus」（OMC）と「CFWebiew」（本カードを含むCF・QC）が2019年3月6日より「セディナビ」に統合されている（サービス内容は前者と後者で若干異なる）。
16. ↑  2018年現在、JRグループで同様の提携カード形態を採る個人向けクレジットカードはJQカード（JR九州）やJRタワースクエアカード（JR北海道・札幌駅総合開発）がある
17. ↑  “JR東海エクスプレス・カード 旧カードからのお切り替え”. 2009年12月5日閲覧。
18. ↑  “ＪＲ東海「そうだ 京都、行こう。」エクスプレス・カードサービス終了のお知らせ” (PDF). 2024年2月17日閲覧。
19. ↑  2016年にさくらカードは個人向けについてはジェーシービーが承継した一部の会員を除いてセディナへ吸収合併され、さくらJCB会員はOMCカードをベースにしたセディナJCB会員へ移行した。また、法人向けはさくらカードから引き継ぐ形でセディナがジェーシービーのフランチャイズとして加盟し、JCBグループに準じたサービスを提供している。
20. 1 2 3  りそなカード（JCB/VJA扱い）のように、JCB・MUFGのフランチャイズやVJAグループで発行を行う例もある。
21. ↑  MUFGカードのみ。かつてはDCカードやUFJカードもラインナップに組まれたが、その後はDCは廃止され、UFJは2012年7月15日で廃止となり、同年7月16日以降の新規発行から順次MUFGに組み込まれた。それとは別に「JCBエクスプレスビジネスカード」が存在するものの、同社が発行している「UFJ JCBカード」ではなくプロパーのJCBカード（旧デザイン）を使用している。
22. ↑  トヨタグループの法人のみ。
23. ↑  ＪＲ東海エクスプレス・カード（提携コーポレート） 東海旅客鉄道、2022年12月10日閲覧。
24. ↑  『JCBとJR東海が「エクスプレス予約」法人サービスに新モデル「エクスプレス・カード（E予約専用ライト）」の募集開始！』（プレスリリース）ジェーシービー、2022年6月1日。